# Rock surf mexicano
El rock surf mexicano se refiere al estilo musical y a los grupos mexicanos, cuyas influencias se basan en el surf rock nacido en los Estados Unidos, y que hacen referencia al estilo de vida de los surfistas y el surf.

## Historia
En la década de los 60 había agrupaciones que interpretaban canciones originales y reversiones del género, de los cuales quedaron registros como el disco Rare Mexican cuts of the sixties, donde Los Locos del Ritmo interpretaron The Peter Gunn theme. También existieron bandas como Los Pájaros Azules, The Cambridge Stones y Los Rockets que interpretaban instrumentales. Otros álbumes que registran el surf son Blue Demon's: Mexican Rock and Roll favorites y el soundtrack de la película Asesinos de la Lucha Libre: clásicos del Rock & Roll mexicano, de 1962. Un tema específicamente surf de esa época fue Yerba verde de Los Weelers. Tanto en la película Asesinos... como en el álbum Mexican Rock and Roll rumble: psych-out south of the border, el surf  ya se empieza a relacionar con la Lucha Libre Mexicana, mancuerna que reviviría décadas después.
Con el paso de los años, el surf en México comenzó a revalorizarse. A principios de los años 90 en la estación de radio Rock 101 existió el programa "Radio Bestia", en donde los locutores Nacho, Güilli y Juan Reverendo Moragues programaban éxitos extranjeros de esta música.
Desde la segunda mitad de los años 90, el surf revivió con dos grupos insignias del género: Los Esquizitos y Lost Acapulco, ambos formados con integrantes del programa "Radio Bestia". Ambas bandas generaron una masificación de grupos que buscaban asimilar la corriente musical, particularmente en la capital del país y a su vez estableciendo un movimiento contracultural similar al Punk o al Ska, en cuanto a influencia musical se refiere. Uno de los sitios de mayor desarrollo del género desde la década de los 90, es el Multiforo Cultural Alicia, en donde continuamente se presentan conciertos del género.
La mayoría de los grupos mexicanos de surf, tienen una gran influencia en la Lucha Libre Mexicana, utilizando en sus canciones sonidos de películas clásicas del cine mexicano de Luchadores, así como el permanente uso de máscaras de Lucha Libre. Incluso el grupo extranjero "Los Straitjackets" se influenciaron con este "deporte espectáculo", desde la primera vez que visitaron la Arena México.